# Thuiaria tetrastriata
Thuiaria tetrastriata is een hydroïdpoliep uit de familie Sertulariidae. De poliep komt uit het geslacht Thuiaria. Thuiaria tetrastriata werd in 1960 voor het eerst wetenschappelijk beschreven door Naumov. 